# Gereformeerde Kerken in Nederland

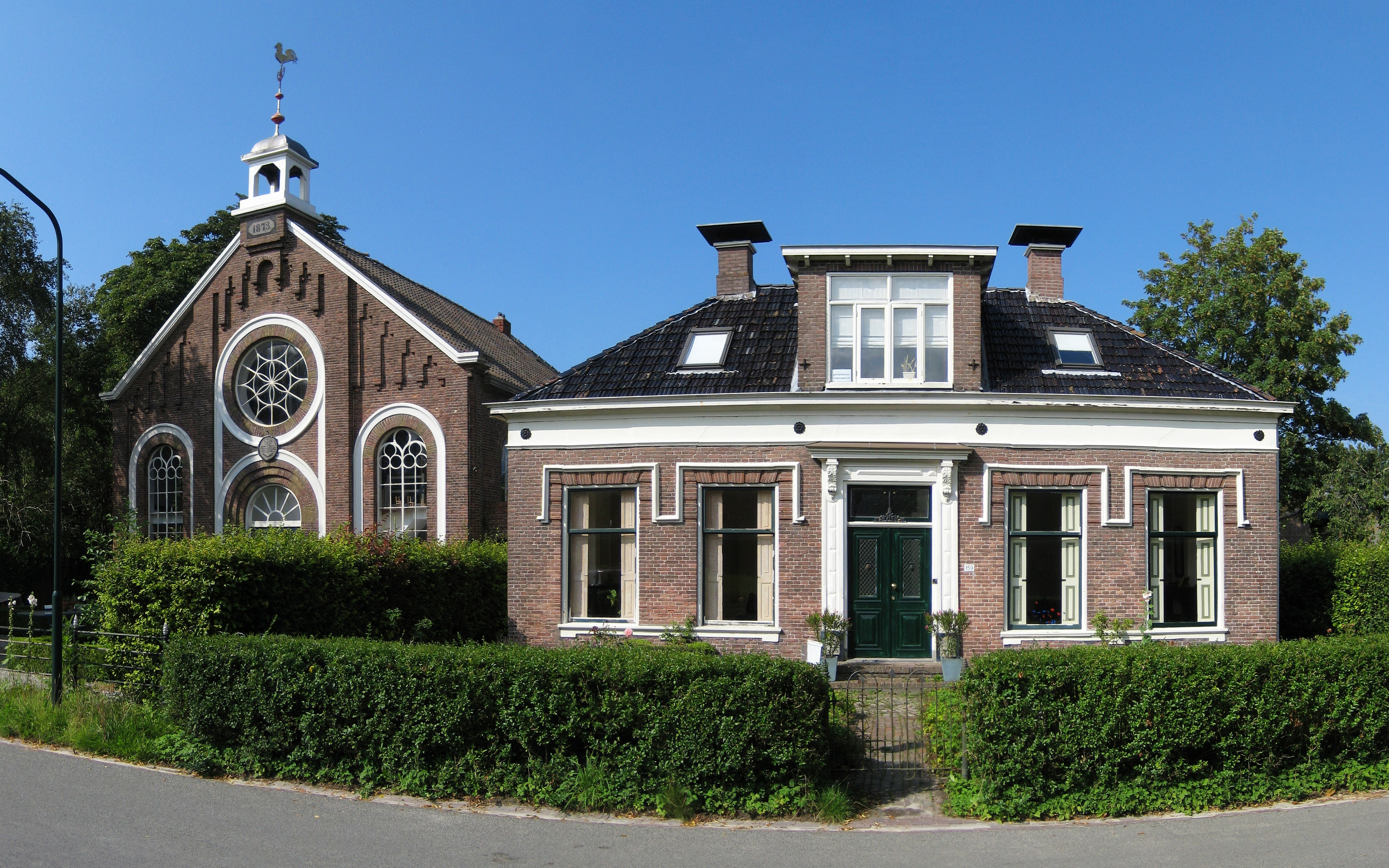
Voormalige gereformeerde kerk en pastorie Pieterburen

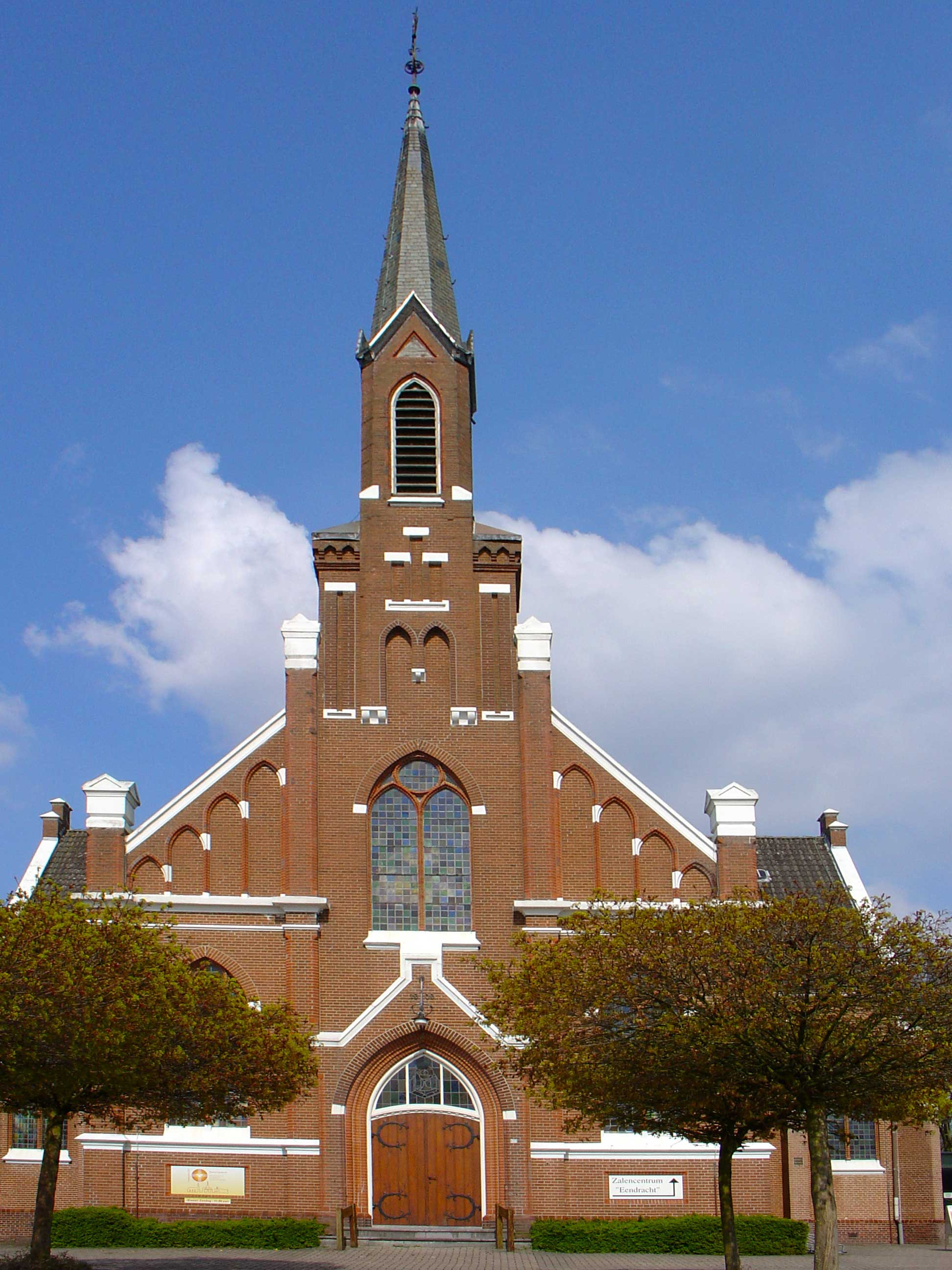
Gereformeerde kerk Stadskanaal

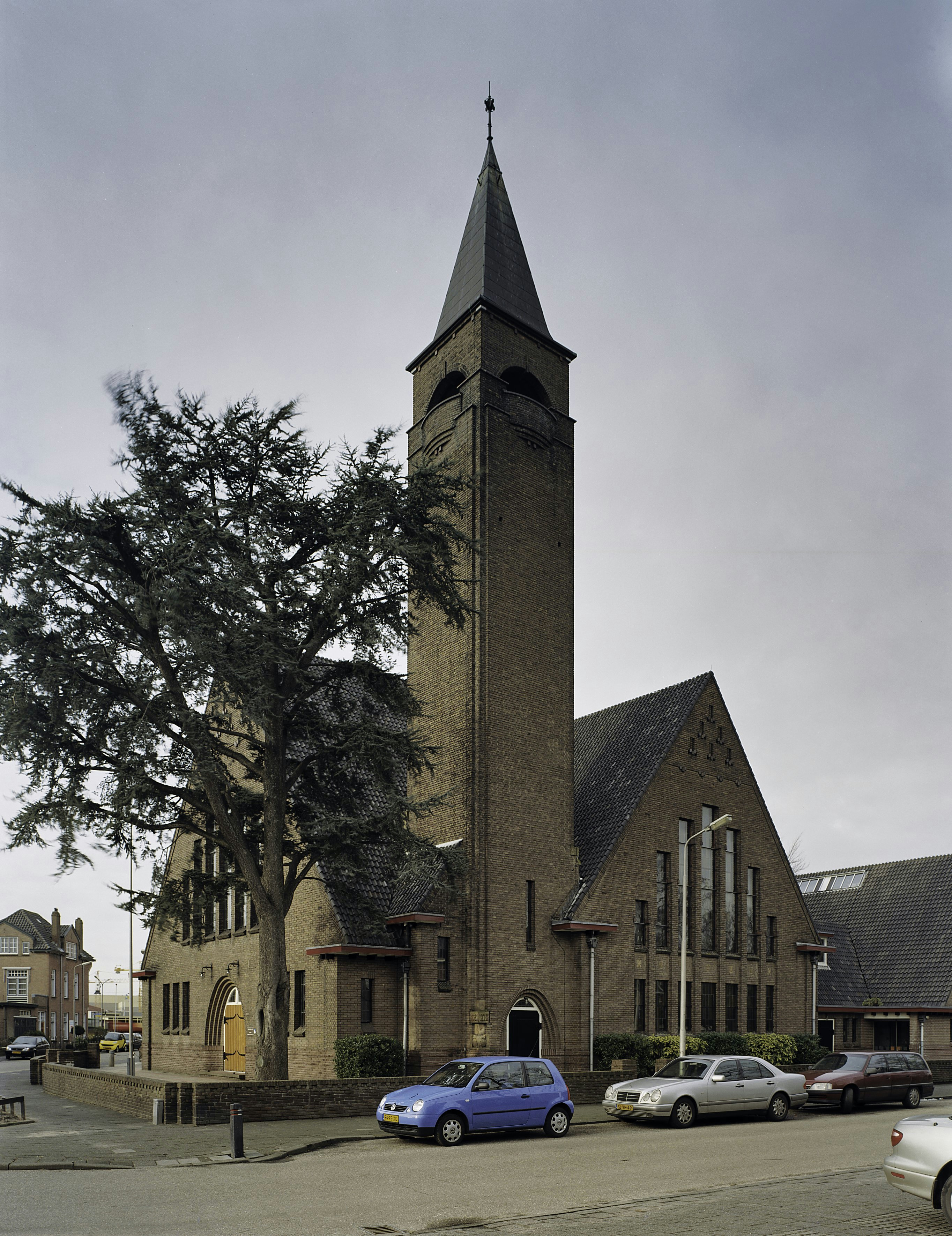
Gereformeerde kerk Sliedrecht

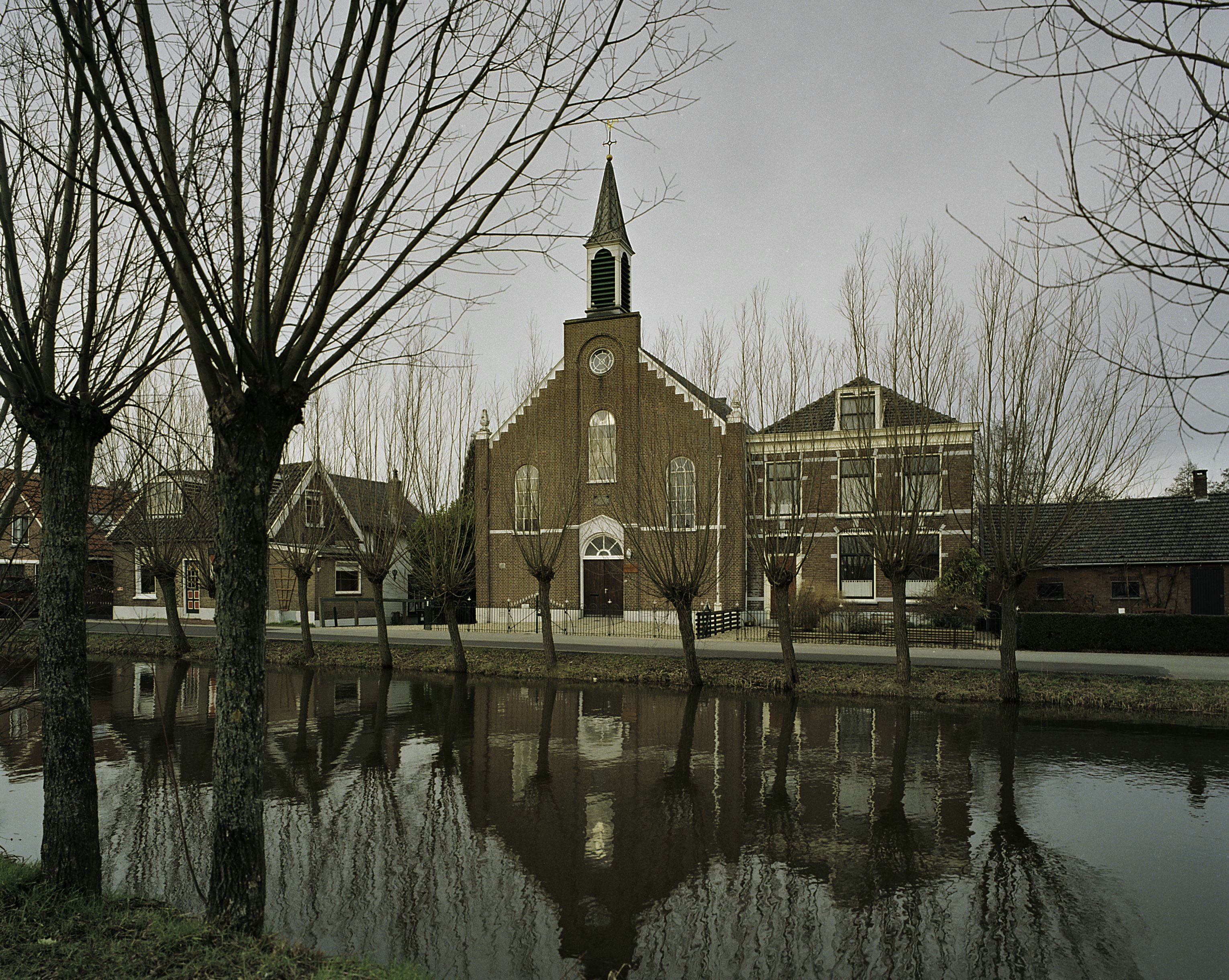
Gereformeerde Kerk Brandwijk

De Gereformeerde Kerken in Nederland (GKN) was tot 1 mei 2004 een Nederlands gereformeerd kerkgenootschap. Het was in 1892 ontstaan toen twee groepen die zich van de Nederlandse Hervormde Kerk hadden afgescheiden zich verenigden, namelijk de Christelijke Gereformeerde Kerk in Nederland en de Nederduitse Gereformeerde Kerk. Het kerkverband wilde in naam, belijdenis en kerkorde een voortzetting zijn van de Nederduitse Gereformeerde Kerken ontstaan tijdens de Reformatie in Nederland. 
In januari 1949 bedroeg het aantal zielen behorend tot de Gereformeerde Kerken in Nederland 660.568, waarvan 343.802 belijdende leden. Er waren toen 789 predikanten. Het hoogste aantal lidmaten kenden de Gereformeerde Kerken in Nederland in 1975; zij telden toen ruim 900.000 leden.
Predikanten voor de Gereformeerde Kerken in Nederland werden opgeleid aan twee universiteiten: de Vrije Universiteit te Amsterdam en de Theologische Universiteit te Kampen.
Vanaf 1 mei 2004 zijn de Gereformeerde Kerken in Nederland opgegaan in de Protestantse Kerk in Nederland, die daarmee het grootste protestantse kerkgenootschap in Nederland werd. De fusie bestond uit de drie Samen op Weg-kerken: de Nederlandse Hervormde Kerk, de Gereformeerde Kerken in Nederland en de Evangelisch-Lutherse Kerk in het Koninkrijk der Nederlanden.

Ontstaan van de verschillende stromingen in Nederland

## Voorgeschiedenis

#### Ontstaan Christelijke Gereformeerde Kerk
In 1834 hadden veel groepen zich van de Nederlandse Hervormde Kerk afgescheiden. De voornaamste redenen hiervoor waren:
- De gereformeerde belijdenis functioneerde binnen de Nederlandse Hervormde Kerk niet meer.
- De gereformeerde kerkregering (de Dordtse kerkorde) was afgeschaft. In plaats daarvan kwam er in 1816 een ‘Algemeen Reglement’ dat voorzag in een hiërarchische kerkstructuur met aan het hoofd de koning.
- Predikanten die de gereformeerde belijdenis verdedigden in woord en geschrift werden vervolgd en afgezet.

Omdat veel predikanten onder invloed stonden van de Groninger Godgeleerden ontstonden op tal van plaatsen godsdienstige gezelschappen van orthodoxen die niet langer naar de kerk gingen, maar in huiselijke kring bijeen kwamen rond boeken van oude schrijvers uit de tijd van de Nadere Reformatie.  
In 1833 werd de orthodoxe predikant Hendrik de Cock (predikant in Ulrum) aangeklaagd door het provinciale kerkbestuur van de Nederlands Hervormde Kerk vanwege zijn boekje 'Verdediging van de ware gereformeerde leer en van de ware gereformeerden, bestreden en ten toon gesteld door twee zogenaamde gereformeerde leeraars, of de schaapskooi van Christus aangetast door twee wolven.'  De Cock werd geschorst en afgezet voor onbepaalde tijd met behoud van traktement. Toen bleek dat De Cock een aanbevelend voorwoord in een ander boekje 'De evangelische gezangen getoetst en gewogen en te licht bevonden' geschreven had, leidde dit in mei 1834 tot zijn afzetting als predikant.
Steun kreeg hij van zijn collega Hendrik Scholte, waarna spoedig door de kerkenraad van Ulrum de Akte tot Afscheiding of Wederkeering werd opgesteld. Hiermee wilden zij uitdrukken tot de "ware gereformeerde leer" te zijn teruggekeerd. 

Het slot van deze acte luidt: 
Uit dit alles tezamen genomen is het nu duidelijk geworden, dat de Nederlands Hervormde Kerk niet de ware, maar de valse Kerk is volgens Gods Woord en artikel 29 van onze [Nederlandse Geloofsbelijdenis] belijdenis, weshalve de ondergetekenden met dezen verklaren dat zij overeenkomstig het ambt der gelovigen (art. 28) zich afscheiden van degenen, die niet van de Kerk zijn, en dus geen gemeenschap meer willen hebben met de Nederlands Hervormde Kerk, totdat deze terugkeert tot de waarachtige dienst des Heeren; en verklaren tevens gemeenschap te willen oefenen met alle ware Gereformeerden ledematen, en zich te willen verenigen met elke op Gods onfeilbaar Woord gegronde vergadering, aan wat plaatse God dezelve ook verenigd heeft, betuigende met deze, dat wij ons in alles houden aan onze aloude Formulieren van Enigheid: namelijk de belijdenis des Geloofs, de Heidelbergse Catechismus en de canones van de Synode van Dordrecht, gehouden in de jare 1618/1619.."
De Afscheiding van 1834 voltrok zich nadat ook in andere delen van het land afscheidingen plaats vonden, zoals in Genderen waar Scholte predikant was. In 1836 hielden de afgescheidenen hun eerste synode. Onder druk van de overheid moest men afstand doen van de naam gereformeerd. Daarom noemden zij hun kerkverband Christelijk Afgescheiden Gemeenten. Een minderheid wilde geen afstand doen van deze naam en noemde zich de Gereformeerde Kerken onder het Kruis. In 1869 verenigden beide groeperingen weer tot de één kerkverband: Christelijke Gereformeerde Kerk. Dit kerkverband bestond toen uit 308 gemeenten.

#### Ontstaan Nederduitse Gereformeerde Kerken
Na 1834 waren er nog orthodoxe stromingen in de Nederlandse Hervormde Kerk achtergebleven die de strijd om de gereformeerde belijdenis wilden voortzetten. In 1863 werd De vereniging van vrienden der waarheid tot handhaving van de leer en de rechten der gereformeerde kerk opgericht. Ondertussen had dr. A. Kuyper mede door de bestudering van de werken van Calvijn zich afgewend van het modernisme waarin hij in Leiden door prof. J.H. Scholten onderwezen was. Vanaf dat moment begon hij een strijd om het kerkherstel en met dit doel werd in 1880 de Vrije Universiteit in Amsterdam opgericht.
Kuyper kwam tot de overtuiging dat de Nederlands Hervormde Kerk vrijgemaakt moest worden van de organisatie opgelegd door Koning Willem I in 1816. Hiervoor was een meerderheid van orthodoxen in de kerkelijke besturen noodzakelijk, hetgeen in Amsterdam ook lukte. Op 11 april 1883 kwamen 250 kerkenraadsleden onder leiding van Kuyper bijeen waar besluit tot de doleantie werd genomen. Het kerkverband dat ontstond was de Nederduitse Gereformeerde Kerken.
Op 17 juli 1892 verenigde de Christelijke Gereformeerde met de Nederduitse Gereformeerde Kerken tot de Gereformeerde Kerken in Nederland. Een klein deel van de Christelijke Gereformeerde Kerk bleef voortbestaan en heet sinds 1947 de Christelijke Gereformeerde Kerken).

## Beginfase van het kerkverband (periode 1892-1960)
De Gereformeerde Kerken in Nederland telden na de Vereniging van 1892 700 plaatselijke gemeenten (394 uit de Afscheiding, 306 uit de Doleantie) en 370.000 leden (189.000 uit de Afscheiding, 181.000 uit de Doleantie). De plaatselijke gemeenten kenden een grote mate van zelfstandigheid en leefden nog lange tijd naast elkaar als A of B kerk. 
Na de vereniging van 1892 openbaarde zich binnen het kerkverband ingrijpende tegenstellingen. Prof. L. Lindeboom stelde zich tegenover dr. A. Kuyper op in diens visie dat de doop plaatsvindt op grond van Gods bevel en de beloften van het genadeverbond verzegelt en niet op grond van veronderstelde wedergeboorte. In 1905 bereikten beide partijen een compromis. 

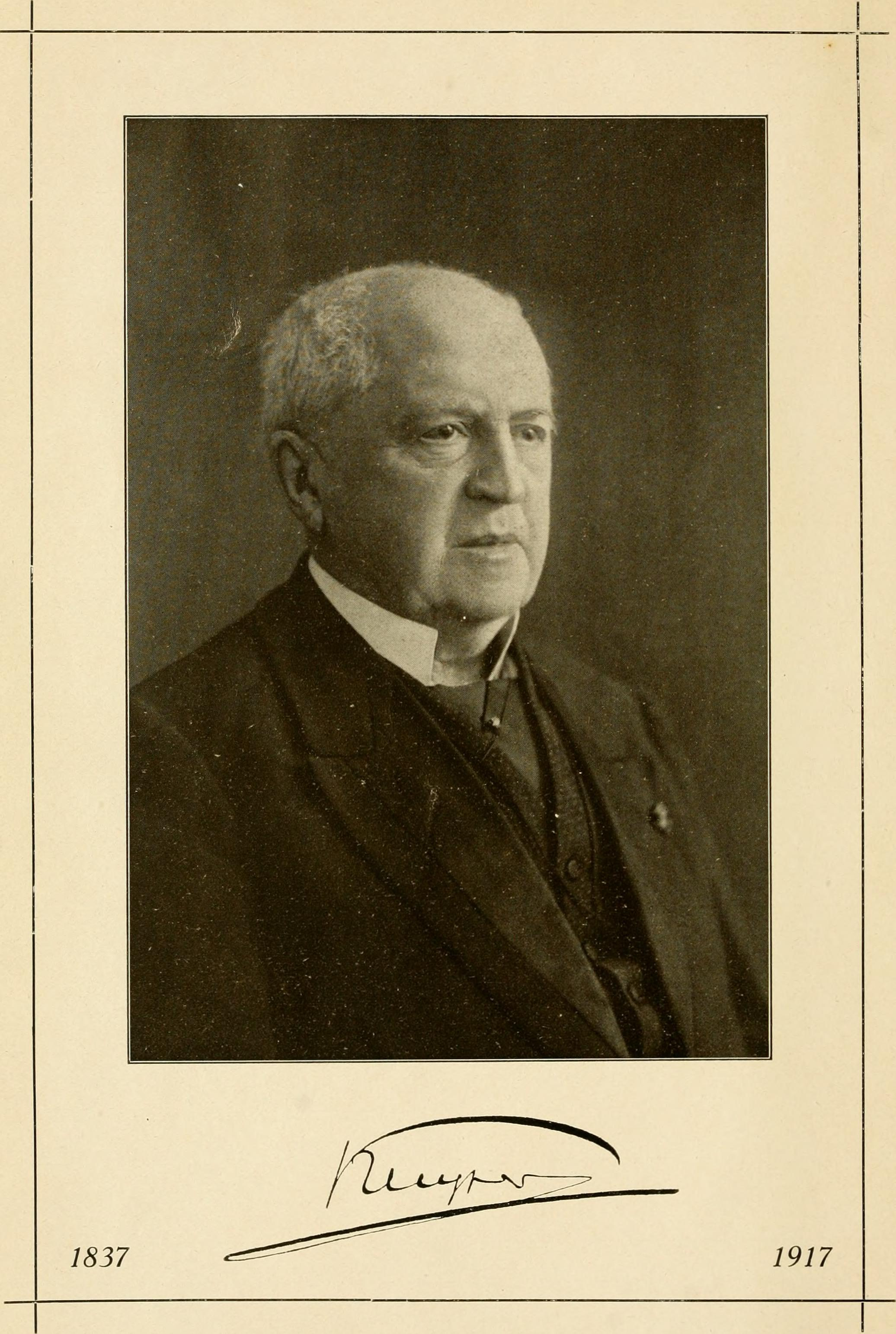
Onder leiding van dr. A. Kuyper vond in 1892 een vereniging plaats tussen de kerken voortgekomen uit de Afscheiding van 1834 en de Doleantie van 1886.

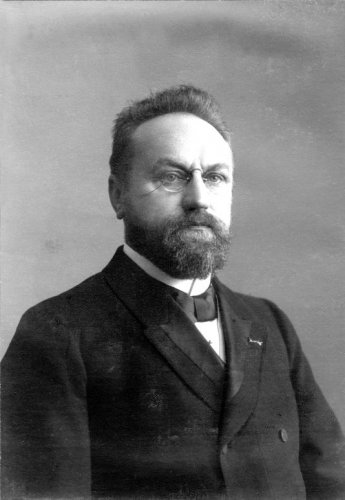
Prof. dr. Herman Bavinck vertegenwoordigde in hoge mate de afgescheiden bloedgroep in de voormalige Gereformeerde Kerken in Nederland

Kuyper werd verreweg de belangrijkste leider van de Gereformeerde Kerken in Nederland en gaf de aanzet tot het ontstaan van een gereformeerde zuil, waarbinnen organisaties zoals de Vrije Universiteit Amsterdam, het dagblad De Standaard (later Trouw) en de Anti-Revolutionaire Partij (nu onderdeel van het CDA) een belangrijke rol speelden. 
De Gereformeerde Kerken in Nederland droegen in eerste instantie in hoge mate bij aan een herleving van de oude gereformeerde orthodoxie. Aan de einde van de 19de eeuw zag het er voor de gereformeerde orthodoxie niet al te best uit, maar de theologen Kuyper en Bavinck wisten met hun werken een nieuw perspectief te bieden. 
In 1922 verscheen Korte verklaring der Heilige Schrift, verzorgd door theologen van de Hogeschool in Kampen en de Vrije Universiteit te Amsterdam populair van opzet, maar met een wetenschappelijke ondergrond. Deze Bijbelverklaring vond een groots onthaal en werd verschillende malen herdrukt. De Bijbelverklaring nam de Statenvertaling als uitgangspunt en in de verklaringen probeerde men de historische juistheid en betrouwbaarheid van de Bijbelteksten aan te tonen. Ook op het gebied van de ethiek en de filosofie werden invloedrijke werken gepubliceerd door prof. W. Geesink, J.H. Bavinck, D.H.Th. Vollenhoven en H. Dooijeweerd.

#### De kwestie Geelkerken (1926)
In 1926 speelde zich een ingrijpend conflict af naar aanleiding van een aanklacht tegen dr. J. Geelkerken over interpretatie van de Bijbel. Het ging om de vraag of de Bijbel een historisch verslag geeft in Genesis 3 of is er sprake van een symbolisch relaas. De synode van 1926 sprak uit dat er sprake was van een "zintuiglijk waarneembare" slang. Het ging in Genesis 3 dus niet om verhalen, fabels, mythe of fictie, maar om feitelijk waarneembare werkelijkheden, zoals een slang, bomen, mensen, enzovoort. Geelkerken en de zijnen kwamen buiten het kerkverband te staan en stichtte de Gereformeerde Kerken in Hersteld Verband.

#### De vrijmaking van 1944
De tweede afsplitsing vond plaats in 1944, naar aanleiding van de schorsing van dr. K. Schilder als hoogleraar in Kampen. Ongeveer tien procent van het kerkverband scheidde zich af en vormden de Gereformeerde Kerken vrijgemaakt. De 'gewone' Gereformeerde Kerken kregen nadien ook wel de benaming "synodalen" of "Gereformeerd synodaal" (dit ter onderscheiding van de Gereformeerde Kerken vrijgemaakt).

## De ontwikkeling naar een pluriforme kerk (periode 1960-2004)
Tot de jaren 70 werkten de Gereformeerde Kerken in Nederland op bescheiden schaal samen met andere kerkverbanden in niet-kerkelijke organisaties als het Gereformeerd Sociologisch Instituut en (tot 2001) het Contactorgaan Gereformeerde Gezindte. 
Tot aan de Tweede Wereldoorlog werden de Gereformeerde Kerken gekenmerkt door klassiek gereformeerd belijden met een rationalistisch karakter. Een onderstroom was bevindelijk. Mede door invloed van Karl Barth werd de heersende positie van het klassiek gereformeerd belijden binnen de Gereformeerde Kerken steeds verder losgelaten. Vanaf 1962 veranderde de kerk sterk van karakter en werd zij een open plurale kerk met veel ruimte en vrijheid. In 1971/1972 heeft de synode de besluiten van 1926 herroepen.
In 1976 kreeg de synode te maken met de visie van de theoloog Herman Wiersinga die kritiek uitte op de klassieke verzoeningsleer. Wiersinga nam afstand van de klassiek-gereformeerde leer dat Christus plaatsvervangend de toorn van God over de zonde heeft gedragen. Hij kon niets met deze bloedtheologie.
De synode kwam tot een oordeel dat de oude gereformeerde verzoeningsleer als onderdeel van de belijdenis der kerk van een dergelijk wezenlijk belang is, dat een tekort doen daaraan en een weerspreken daarvan niet toelaatbaar is.
In 1980 hebben de Gereformeerde Kerken het gezag van de Bijbel verder losgelaten met de aanvaarding van het geruchtmakende rapport 'God met ons'. De kerken werden steeds meer pluriform een ontwikkeling die vooral terug te vinden is in het theologisch werk van prof. dr. Gerrit Cornelis Berkouwer (1903-1996) en prof. dr. Harry M. Kuitert (1924-2017).
In 1962 startte het langdurige Samen op Weg-proces. Dit werd 1 mei 2004 afgesloten, toen de Gereformeerde Kerken in Nederland fuseerden met de Nederlandse Hervormde Kerk en de Evangelisch-Lutherse Kerk tot de Protestantse Kerk in Nederland (PKN). Op dat moment hadden de Gereformeerde Kerken in Nederland circa 675.000 leden, waarvan 400.000 belijdende leden. Er waren in totaal 857 plaatselijke kerken, met in totaal zo'n 1000 kerkgebouwen. Ook de veertien gemeenten en 7000 leden van de Evangelisch-altreformierte Kirche in Niedersachsen behoorden tot de Gereformeerde Kerken in Nederland. Zij zijn nu geassocieerd lid van de Protestantse Kerk in Nederland en vaardigen twee leden af naar de Generale Synode van de PKN.
Een zevental gemeenten kon zich niet in de fusie vinden. Zij richtten op 8 mei 2004 de voortgezette Gereformeerde Kerken in Nederland op. Eén gemeente zocht aansluiting bij de Nederlands Gereformeerde Kerken. 

## Bekende personen uit de geschiedenis van de Gereformeerde Kerken in Nederland
- Herman Bavinck, hoogleraar Theologische School Kampen/ Vrije Universiteit Amsterdam (dogmatiek)
- Gerrit Cornelis Berkouwer theoloog
- Harm Bouwman, docent Theologische School Kampen (kerkrecht)
- Anthony Brummelkamp jr. een van de vaders der Afscheiding
- Hendrik de Cock een van de vaders der Afscheiding
- Helenius de Cock (1824-1894), docent Theologische School Kampen (dogmatiek)
- T.F. de Haan (1791-1868), docent Theologische School Kampen (Hebreeuws)
- Hendrik Hoekstra, predikant
- Tjeerd Hoekstra, (1880- 1936), hoogleraar Theologische School (ambtelijke vakken)
- A.G. Honig, Hoogleraar Vrije Universiteit Amsterdam (dogmatiek)
- Harry M. Kuitert (1924-2017)
- Abraham Kuyper
- Lucas Lindeboom (1845-1933), predikant en hoogleraar Theologische School Kampen
- M. Noordtzij
- Jacobus Overduin
- Herman Ridderbos
- Klaas Runia
- Jan Ridderbos (1879-1960), hoogleraar Theologische School Kampen
- Simon van Velzen, (1809-1896), een van de vaders der Afscheiding, docent Theologische School Kampen (Kerkgeschiedenis en homiletiek)
- Bastiaan Wielenga
- Douwe Klazes Wielenga (1841-1902)
- Herman Wiersinga (-2020)

- Wil Albeda † Econoom en politicus
- Jan Peter Balkenende Politicus CDA
- Wiert Berghuis † Politicus ARP
- Barend Biesheuvel † Politicus ARP/CDA
- Marja van Bijsterveldt Politicus CDA
- Hans Bouma Schrijver
- Elco Brinkman Politicus CDA
- Sieuwert Bruins Slot † Politicus ARP
- Hendrikus Colijn † Politicus ARP
- Isaäc Arend Diepenhorst † Politicus ARP
- Piet Hein Donner Politicus CDA
- Herman Dooyeweerd † Filosoof (hoogleraar VU)
- W.F. de Gaay Fortman † Politicus ARP
- Pieter Gerbrandy † Politicus ARP
- Hans Grosheide Politicus ARP
- Theo Heemskerk † Politicus ARP
- A.W.F. Idenburg † Politicus ARP
- Jan Smallenbroek † Politicus ARP
- Bauke Roolvink † Politicus ARP
- A.F. de Savornin Lohman † Politicus CHU
- Jan Schouten † Politicus ARP
- Jelle Zijlstra † Politicus ARP